# Pterolophia forticornis
Pterolophia forticornis là một loài bọ cánh cứng trong họ Cerambycidae.